# Hermine Feist

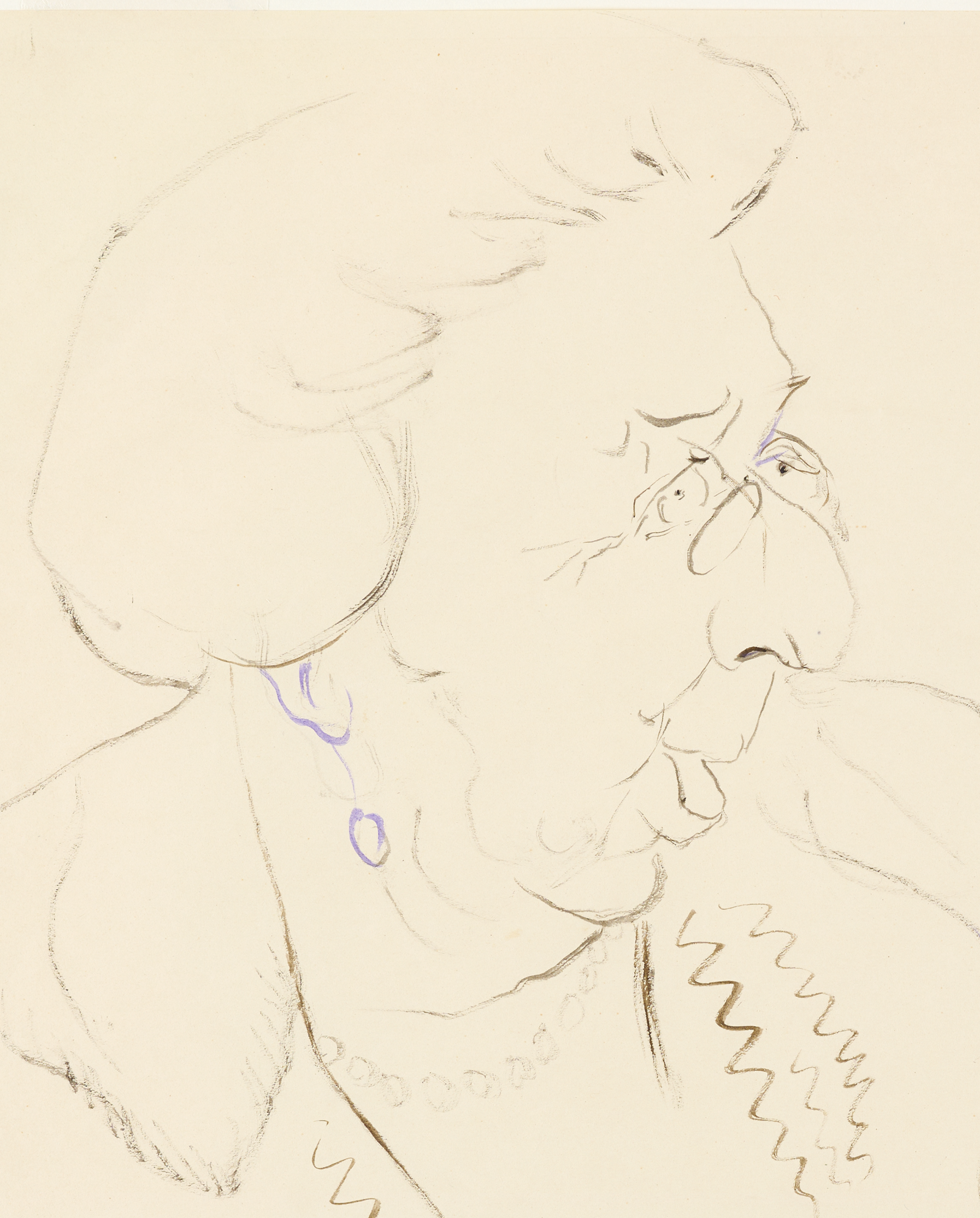
Hermine Feist gezeichnet von Rudolf Grossmann

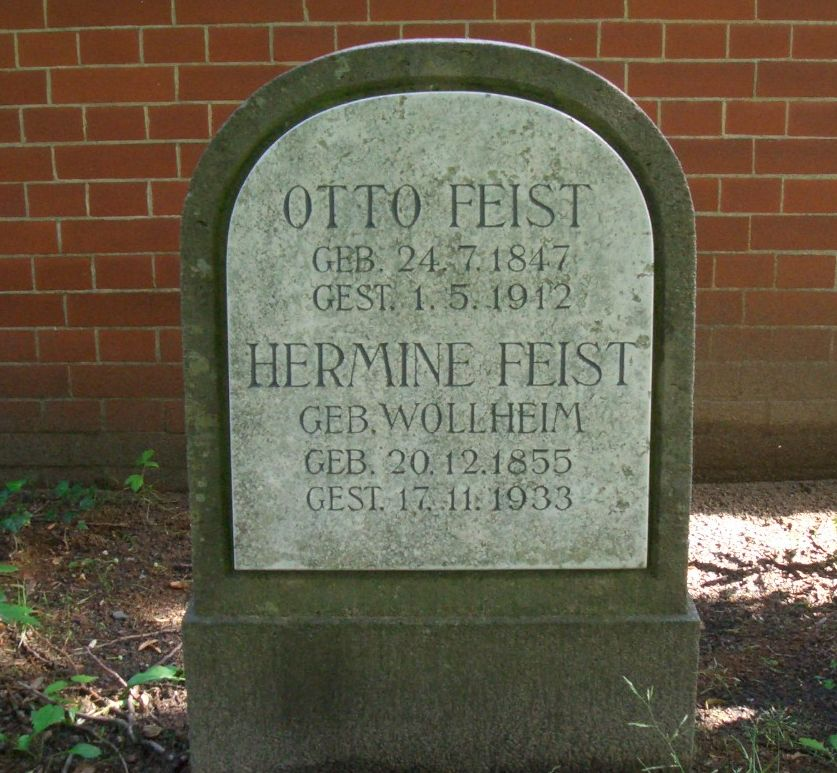
Grabstein auf dem Friedhof Wannsee, Lindenstraße

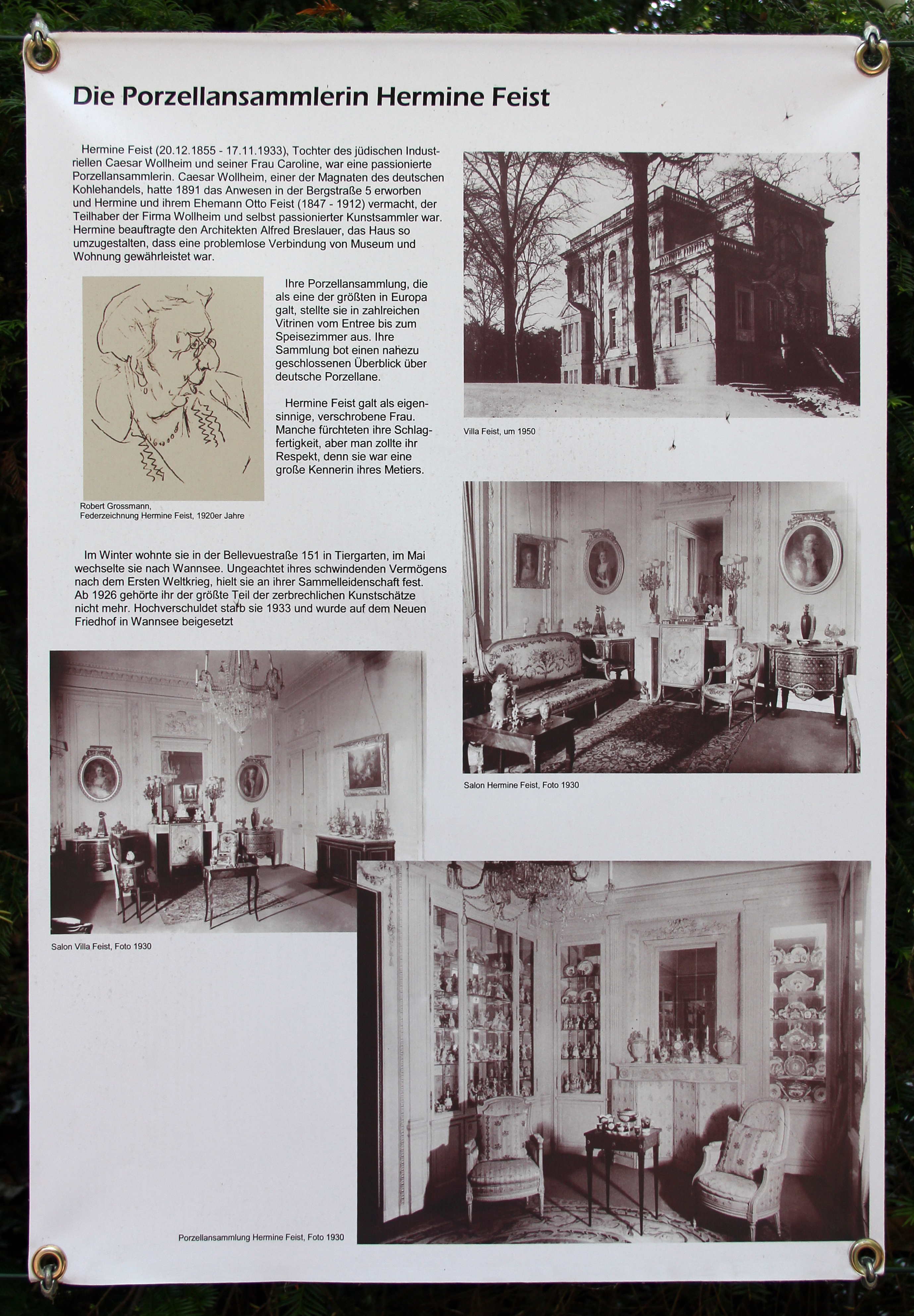
Gedenktafel Am Großen Wannsee 59

Hermine Antonie Feist, geb. Wollheim (* 20. Dezember 1855; † 17. November 1933 in Berlin) war eine deutsche Porzellansammlerin.

## Leben
Hermine Wohlheim war die Tochter des jüdischen Kohlegroßhändlers Caesar Wollheim und dessen Frau Caroline, geborene Pollack. Ihre Schwester Martha (1857–1942) heiratete später den Augenarzt Max Reichenheim, die Schwester Else (1858–1904) war mit dem Chemiker und Industriellen Franz Oppenheim, dem Vorstandsvorsitzenden der Agfa, verheiratet. Über die schulische Ausbildung von Hermine Wohlheim ist nichts bekannt. Sie war mit dem Kaufmann Otto Feist (1847–1912), dem Sohn eines Handelsmannes in Frankfurt am Main, verheiratet. Aus dieser Ehe gingen die Kinder Paul (1882–1886), Ernst (1884–1939) und Hans (1887–1952) hervor. Zweiterer verstarb kurz nach der Entlassung aus dem KZ Oranienburg.
Von ihrem Vater erbten Hermine Feist und ihr Mann das Grundstück und die Villa Bergstraße 5 in der Colonie Alsen am Großen Wannsee in Berlin. Hermine Feist beauftragte den Architekten Alfred Breslauer, die Villa so umzugestalten, dass sie sowohl zu Wohnzwecken wie auch der musealen Präsentation der Sammlung dienen konnte. Die Porzellansammlung von Hermine Feist galt als eine der größten in Europa und bot einen nahezu kompletten Überblick über deutsches Porzellan. Die Sammlung enthielt Figuren, Vasen und Tafelgeschirr aus den Manufakturen Meißen, Höchst, Frankenthal, Nymphenburg, Wien, Ludwigsburg, Fulda und Limbach. Darüber hinaus sammelte sie alte Spitze und Schmuck. Gemeinsam mit ihrem Mann erwarb sie zudem eine Gemäldesammlung, in der sich Werke von Joshua Reynolds, Jean-Baptiste Pater, Reinhold Lepsius, Joseph Highmore, Franz von Lenbach und Francisco de Goya befanden.
Hermine Feist stiftete dem Kunstgewerbemuseum Berlin wiederholt Porzellanobjekte. So erhielt das Museum 1908 ein Kännchen aus Meißner Porzellan, 1910 eine Porzellankanne der Nymphenburger Manufaktur, 1914 eine Wiener Porzellantasse und 1915 die bemalte Figur einer Muse aus Nymphenburger Porzellan. Sie war Mitglied der Deutschen Gesellschaft für Ostasiatische Kunst und im Kaiser Friedrich Museumsverein.
Nach dem Tod ihres Mannes 1912 lebte Hermine Feist zunächst finanziell unabhängig. Sie verlor jedoch nach dem Ersten Weltkrieg einen Großteil ihres Vermögens durch den Wertverlust der von ihr gekauften Kriegsanleihen und Inflation. Durch einen anhaltend hohen Lebensstil häufte sie bis zu ihrem Tod eine erhebliche Schuldenlast an. Sie starb 1933 und wurde auf dem neuen Friedhof in Berlin-Wannsee beigesetzt. Das Grab existiert noch heute. Bedingt durch die hinterlassenen Schulden wurden 1933 Teile der Sammlung von Hermine Feist an die Dresdner Bank und andere Gläubiger übereignet. Ein Großteil dieser Objekte erwarb 1935 der Freistaat Preußen, wodurch sie in den Besitz des Kunstgewerbemuseums in Berlin gelangten. Andere Teile der Sammlung wurden 1939 im Berliner Auktionshaus Hans W. Lange und 1941 bei Theodor Fischer in Luzern versteigert. An Hermine Feist erinnert die 1929 erschaffene Büste Madame X/Hermine Feist von Rudolf Großmann, die sich heute im Jüdischen Museum Berlin befindet.